# Bey

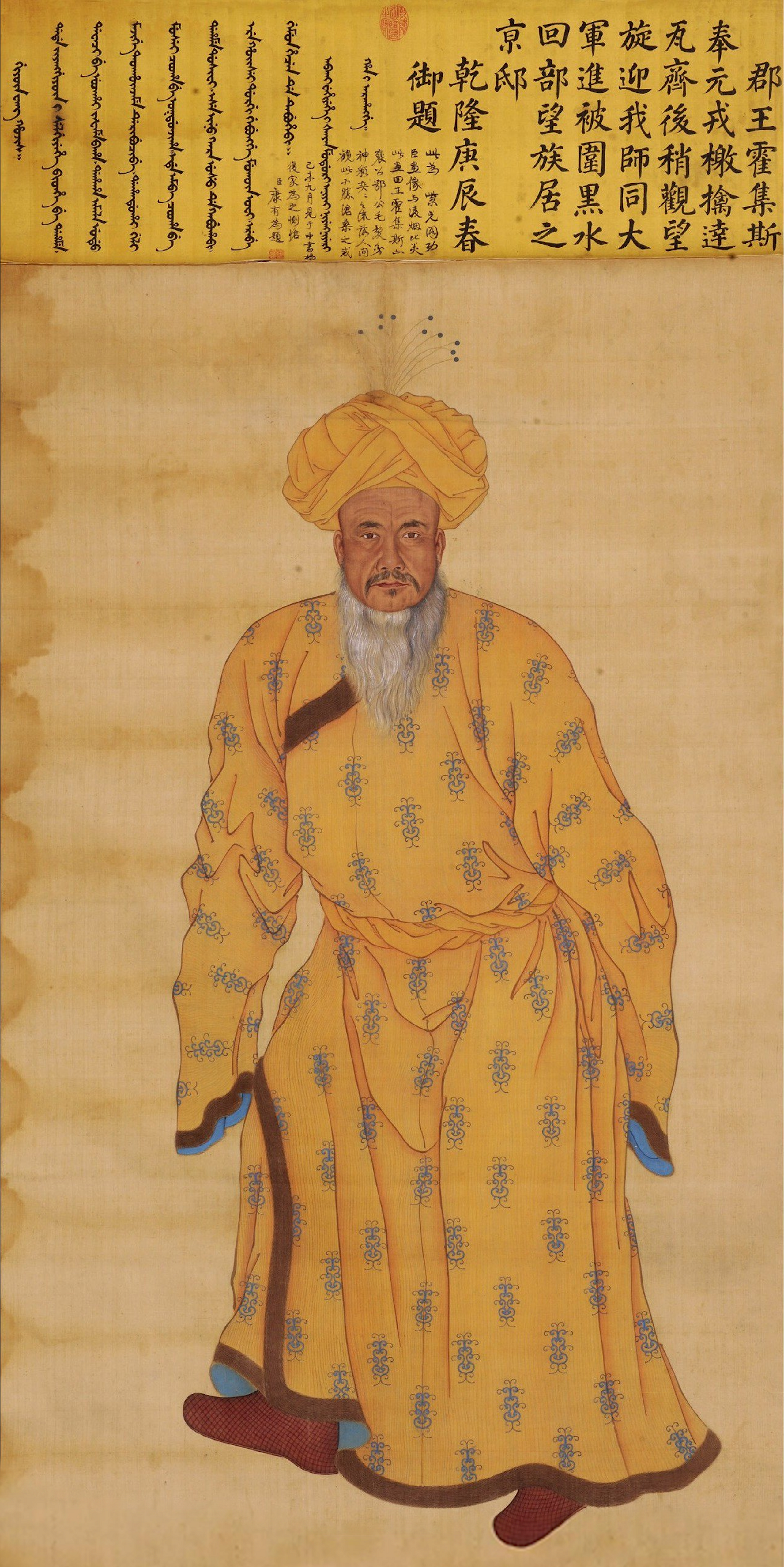
El general uigur Khojis (d. 1781), bey de Turfan, que más tarde se instaló en Pekín; cuadro pintado por un artista jesuita europeo en la corte china en 1775

Bey o beg (en turco otomano: بك‎, romanizado: beğ, en turco: bey, en azerí: bəy, en turcomano: beg, en uzbeko: бек, en kazajo: би/бек, en tártaro: бәк, romanizado: bäk, en albanés: beu/bej, en serbocroata: beg, en persa: بیگ‎, romanizado: beyg/beigh o بگ, en tayiko: бек, en árabe: بك‎, romanizado: bak, en griego: μπέης) es un título de origen turco adoptado por diferentes tipos de gobernantes dentro del territorio del antiguo Imperio otomano. Fue también el título de los monarcas de Túnez. Se pospone al nombre.
Originalmente es un título que las tribus turcomanas usaban para designar a su jefe. Lo utilizó el monarca otomano hasta 1394, cuando Bayaceto I adoptó el título de sultán. El título de bey pasó a designar a los gobernadores de las provincias, que en ocasiones llegaron a ser casi independientes de Estambul (por ejemplo, los de Bursa y Edirne antes de 1453). Los beyes a menudo tenían sus propias banderas.
En 1705, pasó a llamarse bey el soberano de Túnez.
En algunos lugares, como Albania, se llamaba beg a los alcaldes de los pueblos.
El título de bey tiene también un carácter honorífico. Ya en época otomana se utilizaba a veces como tratamiento similar al inglés sir. Tras la proclamación de la república de Turquía, se democratiza el uso y pasa a significar "señor", susceptible de aplicarse a cualquier persona en un contexto formal.
La dignidad de bey o el territorio sometido a su autoridad se llama beylicato.

## Etimología
La palabra proviene del turco bey, derivada a su vez del turco antiguo beg, que -en la forma bäg- se menciona ya en las inscripciones de Orkhon (siglo VIII d. C.) y suele traducirse como «líder tribal».  El origen real de la palabra sigue siendo discutido, aunque la mayoría está de acuerdo en que era un préstamo, en turco antiguo. Esta palabra túrquica suele considerarse un préstamo de una lengua iraní. Sin embargo, el especialista en turco el alemán Gerhard Doerfer consideró que la derivación del iraní era superficialmente atractiva pero bastante incierta, y señaló la posibilidad de que la palabra fuera genuinamente turca. Los estudiosos han propuesto dos etimologías principales:
1. del título persa medio bag (también baγ o βaγ,[9] iraní antiguo baga; cf. sánscrito भग / bhaga') que significa «señor» y «maestro». [9] Peter Golden deriva la palabra a través de Sogdian bġy de la misma raíz iraní.[8][12] Todas las lenguas iraníes medias conservan formas derivadas de baga- en el sentido de «dios»: Persa medio bay (plur. bayān, baʾān), parta baγ, bactriana bago, sogdiano βγ-,[9] y se usaban como títulos honoríficos de reyes y otros hombres de alto rango en el sentido de «señor».[9][13] El bāy iraní (mediante la conexión con el sustantivo indio antiguo bhāgá «posesiones, parcela"[14][9]) dio lugar a la palabra turca bai (acaudalado), siendo la palabra mongol Bayan (acaudalado).[9][11]
2. del título chino pö (伯 Mandarín bó; su pronunciación histórica es pök o pak o perjk, según reconstruyó Edwin Pulleyblank), que significa hermano mayor y señor feudal.[8]

También lo utilizaban los uigures. Permitió a los turcos Begs de la región de Altishahr mantener su estatus anterior, y administraron la zona para los Qing como funcionarios. A los mendigos de alto rango se les permitía llamarse a sí mismos mendigos.

## Beyes turcos y azerbaiyanos
Los tres primeros gobernantes del reino otomano recibieron el título de bey. El principal soberano del Imperio otomano pasó a llamarse sultán a partir de 1383, cuando Murad I recibió este título del califa en la sombra en El Cairo.
El Estado otomano había comenzado como una de las docenas de beylicatos ghazíes turcos, aproximadamente comparables a los ducados de Europa Occidental, en los que Anatolia (Turquía asiática o Asia Menor) se había dividido tras la disolución de la dinastía selyúcida, el sultanato de Ikonion (Konya) y la desaparición militar del Imperio bizantino. Su capital era Bursa. En 1336, había anexionado el beylicato de Karasy, su vecino occidental en la costa del mar Mármara, y comenzó a expandirse con bastante rapidez a partir de entonces.
A medida que el reino otomano pasaba de ser un beylicato a un sultanato imperial, el título de "bey" se fue aplicando a oficiales militares y administrativos subordinados, como un administrador de distrito y gobernadores militares de menor nivel. Estos últimos solían recibir el título de Sanjak Bey (el término "sanjak", que denota un estandarte militar de cola de caballo). Los beyes tenían un rango inferior al de pachás y gobernadores provinciales (walis), que solían ostentar el título de pachá), que gobernaban la mayoría de los vilayets (provincias) otomanos, pero superior al de los efendis.
Finalmente, los señores de las antiguas capitales otomanas Bursa y Edirne (antes la bizantina Adrianópolis en Tracia) fueron designados ambos como "beyes".
Con el tiempo, el título se devaluó un poco, ya que bey se utilizaba como título de cortesía para los hijos de pachá. También llegó a estar unido a oficiales y dignatarios por debajo de los que tenían derecho a ser pachás, en particular los siguientes rangos de oficiales militares (los rangos aún más bajos eran llamados efendi):
- Miralai (coronel del ejército o capitán de la marina)
- Kaimakam (teniente coronel del ejército o comandante de la marina)

Curiosamente, el compuesto Beyefendi formaba parte del título del marido (estilo completo Damad-i-Shahyari (nombre de pila) Beyefendi) y de los hijos (estilo completo Sultanzade (nombre de pila) Beyefendi) de una princesa imperial, y sus hijos a su vez tenían derecho al título de cortesía Beyzade, "Hijo de un bey". Para los nietos de una princesa imperial, el estilo oficial era simplemente bey después del nombre.
A finales del siglo XIX, "bey" se había reducido en el Imperio Otomano a un título honorífico. Mientras que en kazajo y otras lenguas túrquicas de Asia Central, бай [bɑj] sigue siendo un título más bien honorífico, en el turco moderno, y en Azerbaiyán, la palabra bey (o bay) significa simplemente señor (compárese con effendi) o "señor" y se utiliza en el sentido de jefe solo en el contexto histórico. Bay también se utiliza en turco en forma combinada para ciertos rangos militares, por ejemplo, albay, que significa coronel, de alay "regimiento" y -bay, y yarbay, que significa teniente coronel, de yardim "asistencia" y -bay (por lo tanto, un "ayudante de albay).
Lucy Mary Jane Garnett escribió en su obra de 1904 La vida turca en la ciudad y el campo que "las gentes distinguidas y sus hijos", así como "los altos funcionarios del gobierno" podían convertirse en bey, que era una de las dos "designaciones meramente convencionales tan indefinidas como lo ha llegado a ser nuestro "Esquire".[en el Reino Unido]".
Las autoridades turcas republicanas abolieron el título hacia la década de 1930.
Como en la mayoría de los títulos turcos, sigue al nombre en lugar de precederlo, por ejemplo, "Ahmet Bey" por "Sr. Ahmet". Cuando se habla del Sr. Ahmet, el título debe escribirse con mayúscula (Ahmet Bey), pero cuando se dirige a él directamente se escribe simplemente sin mayúscula (Ahmet bey). Bey puede combinarse con efendi para dar una forma común de dirigirse a él, a la que se suele añadir el sufijo posesivo -(i)m: beyefendim, efendim.
Beyefendi tiene su contrapartida femenina: hanımefendi, solo usado para dirigirse a una mujer sin su nombre de pila. Y con el nombre de pila: Ayşe Hanım o Ayşe hanım, por ejemplo, según la regla dada anteriormente sobre el uso de la mayúscula.

## Importancia del Beis en el norte de África

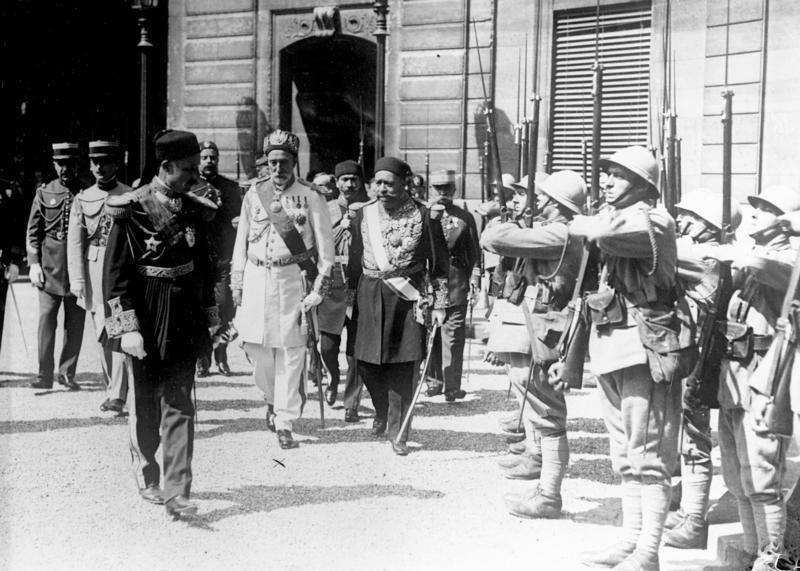
Mohamed VI al-Habib, 1922-29 Bey de Túnez, en París.

En África del Norte, la tradición otomana de denominar Bei a los gobernadores del sultán persistió en las provincias otomanas de Libia, Argel y Túnez. Los Beis (o Deis) de Argel se crearon en 1830 en el transcurso de la Francia Conquista de Argelia, el último Bei otomano de Libia tuvo que ceder el paso a los nuevos gobernantes coloniales italianos en 1912.
El gobierno regional más longevo era el del Beis de Túnez, detentado desde 1705 por los husainíes, descendientes del Beis Husain I., procedente de Anatolia. (1705-1735), se habían convertido en cuasi hereditarios. Hasta 1837, el beis husainí ostentó el título otomano de Beilerbei (Señor de Señores), desde entonces el título de Bei y Propietario del Reino de Túnez, que asociaban al estilo Alteza y que fue confirmado por el sultán otomano en 1871. En 1881, Muhammad III as-Sadiq Pasha Bei (1859-1882) se vio obligado a reconocer el "gobierno protector" francés (protectorado). Francia, a diferencia de Argelia, dejó oficialmente en el poder a la dinastía gobernante local, pero controló el beis husainí a través de un general residente (administrador del protectorado).
En 1943, caso único, la "Francia libre" de Charles de Gaulle depuso al "Bei" Muhammad al-Munsif Bey, Muhammad VII al-Munsef, alias "Moncef Bey" (1942-1943; † 1948), acusado de apoyar al régimen de Vichy. Su primo y sucesor Muhammad VIII al-Amin (1943-1957) no sólo fue el último Bei de Túnez bajo protectorado francés, sino - tras proclamar la independencia de Túnez - también el primer y único rey de Túnez. (marzo de 1956 a julio de 1957), antes de que el nuevo gobernante, el primer ministro Habib Burguiba, proclamara la república. El ex "Bei" y ex rey murió bajo arresto domiciliario en 1962.